# 池内広正

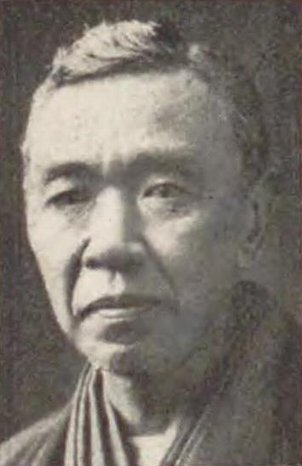
池内広正

池内 広正（いけうち ひろまさ、1877年（明治10年）4月1日 – 1929年（昭和4年）10月21日）は、衆議院議員（立憲政友会）。

## 経歴
秋田県檜山郡森岡村（現在の山本郡三種町）に池内俊一郎の長男として生まれる。積善学舎で漢学を学んだ。森岳村長、常盤村長、秋田県会議員を歴任した。
1928年（昭和3年）、第16回衆議院議員総選挙に出馬し、当選を果たした。
その他、新秋田新聞社の専務取締役、社長を歴任した。